# Restauro architettonico
Il restauro architettonico può essere definito come la disciplina dell'architettura volta a garantire la conservazione di un'opera di Architettura, per valorizzarla e consentirne il riuso, tenendo in debito conto le sue valenze storiche. Si compone di una fase di analisi storica volta a ricostruire la storia del monumento, analisi delle tecniche costruttive, analisi del degrado e progetto di restauro vero e proprio, che consiste anche nell'individuazione della destinazione d'uso dell'edificio, che in casi particolari può differire da quella per il quale l'edificio è stato realizzato.
Le tendenze metodologiche riguardo al restauro architettonico sono varie e vanno a porsi tra le due posizioni teoriche estreme: una che mira alla conservazione assoluta dell'edificio storico nella situazione in cui si trova e l'altra che giunge a legittimare ricostruzioni anche consistenti dell'opera architettonica com'era e dov'era.
Gli sviluppi attuali prevalenti sono per una conservazione della materia esistente, compatibilmente con le esigenze di carattere strutturale ma anche di conservazione o ripristino dell'immagine storica, sempre ricercando un riuso compatibile degli edifici, anche attraverso la realizzazioni di nuove parti architettoniche. Solo il riuso, infatti, garantisce una cura e manutenzione costante dell'opera nel tempo.

## Principi del restauro architettonico

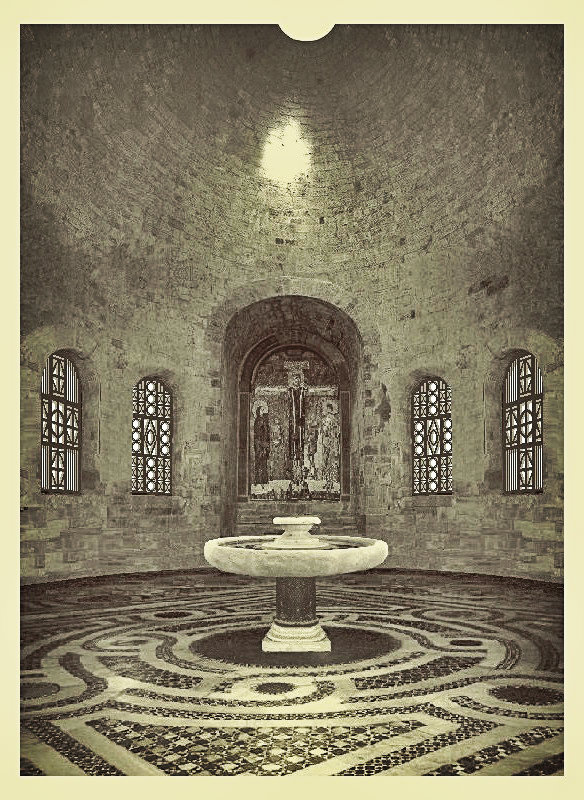
Arnaldo Dell'Ira,San Salvatore (Terni), progetto di restauro, 1941, tipico esempio di restauro architettonico novecentesco

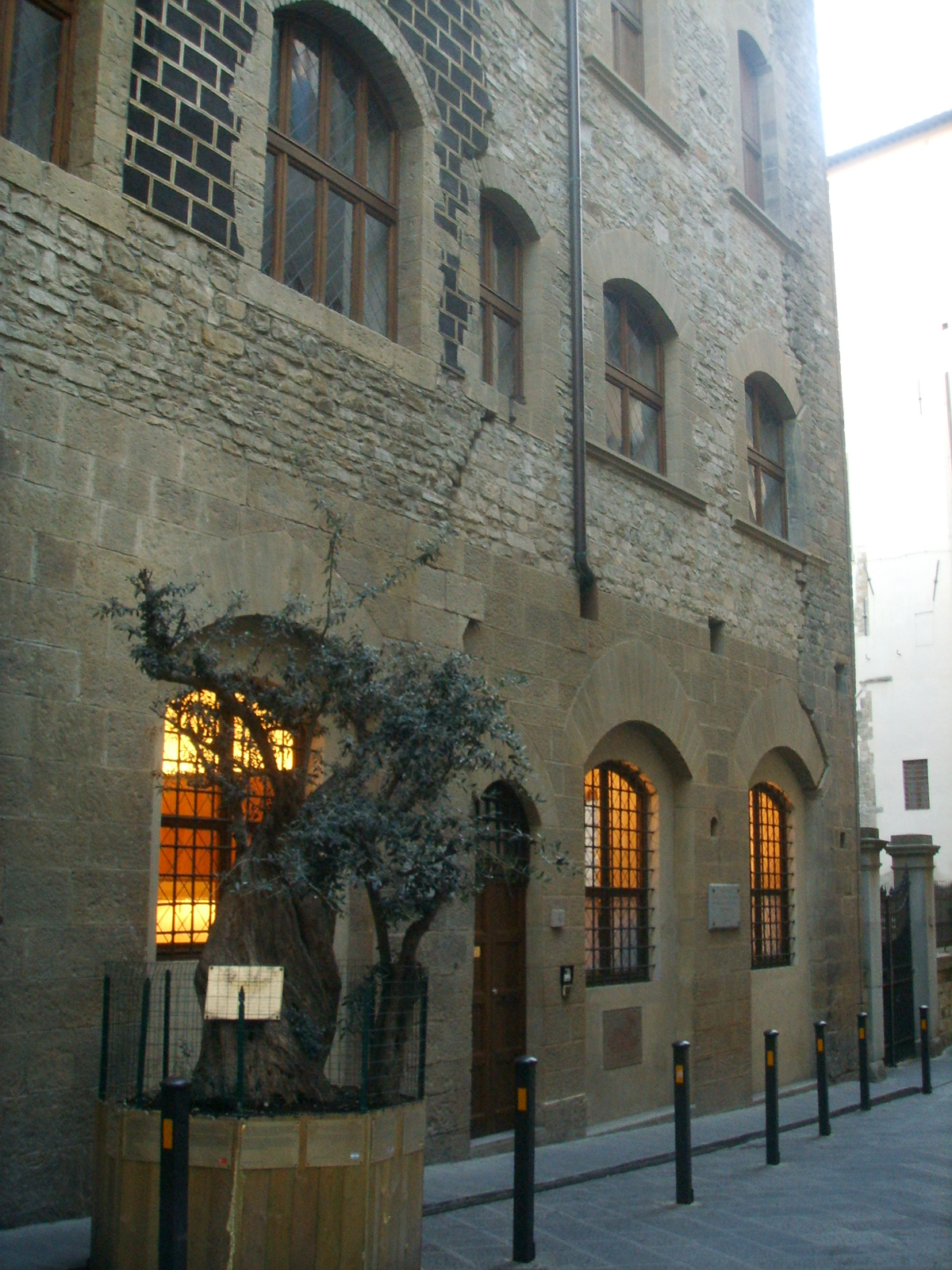
Case quattrocentesche in Via dei Georgofili a Firenze: danneggiate dall'attentato dinamitardo del 1993, la parte crollata è stata ricostruita in sottosquadro secondo il principio della leggibilità dell'intervento di restauro

Si elencano brevemente di seguito alcuni dei concetti fondamentali del restauro architettonico:
- Destinazione d'uso compatibile

La destinazione d'uso prevista per gli edifici storici deve essere tale da non comportare uno stravolgimento della consistenza fisica e dei significati del manufatto.
- Uso di materiali e tecnologie originali

Si tratta delle tecniche che offrono il migliore effetto di continuità formale oltre che funzionale con le parti antiche, garantendo lunga durata; sono dunque da preferire. La loro corretta riproposizione deriva da un attento lavoro di rilievo e comprensione delle parti esistenti dell'edificio. Tale attività conoscitiva rientra negli indispensabili studi preliminari al progetto di restauro.
- Ripristino o conservazione del comportamento statico originario

Quello strutturale è un aspetto che fa parte del monumento e del suo valore storico, peraltro in modo tutt'altro che secondario e concorre a determinarne l'identità materiale e culturale. Stravolgere questa componente, anche con mezzi destinati a rimanere occulti equivale a mutilare l'opera di uno dei suoi valori fondamentali.
- Compatibilità chimica

Tutti i materiali usati, a contatto con quelli della costruzione originaria, non devono in alcun modo costituire potenziale danno di tipo chimico alla materia originale.
- Compatibilità fisica

Sono da evitare situazioni che, turbando l'equilibrio originario delle condizioni fisiche del manufatto, possano incrementare i fenomeni di degrado. In particolare ci si riferisce alle condizioni di traspirazione delle superfici, di umidità, di temperatura ecc.
- Reversibilità

Qualsiasi operazione eseguita sul manufatto storico, la cui materialità deve essere garantita il più possibile, deve essere reversibile ovvero intaccare al minimo la materia originale.
- Minimo intervento

Tutti gli interventi devono essere calibrati in relazione alle effettive necessità. In particolare, i consolidamenti, vanno dimensionati con ogni cura, commisurandoli ai potenziali, effettivi rischi tenendo nel dovuto conto, evitando sottostime, le capacità portanti esistenti nella struttura storica.
- Riconoscibilità

Tutti gli interventi di restauro devono, essere databili, per evitare confusioni con le parti originali, a tal fine è opportuno offrire all'occhio esperto la possibilità di riconoscere le parti di restauro. Inoltre documentazione cartacea e informatica, sugli interventi eseguiti, deve sempre essere conservata e resa facilmente reperibile.
- Leggibilità

L'intervento di restauro deve tendere a facilitare la comprensione delle stratificazioni, far capire, per quanto possibile, le fasi di crescita dell'edificio.
- Durabilità

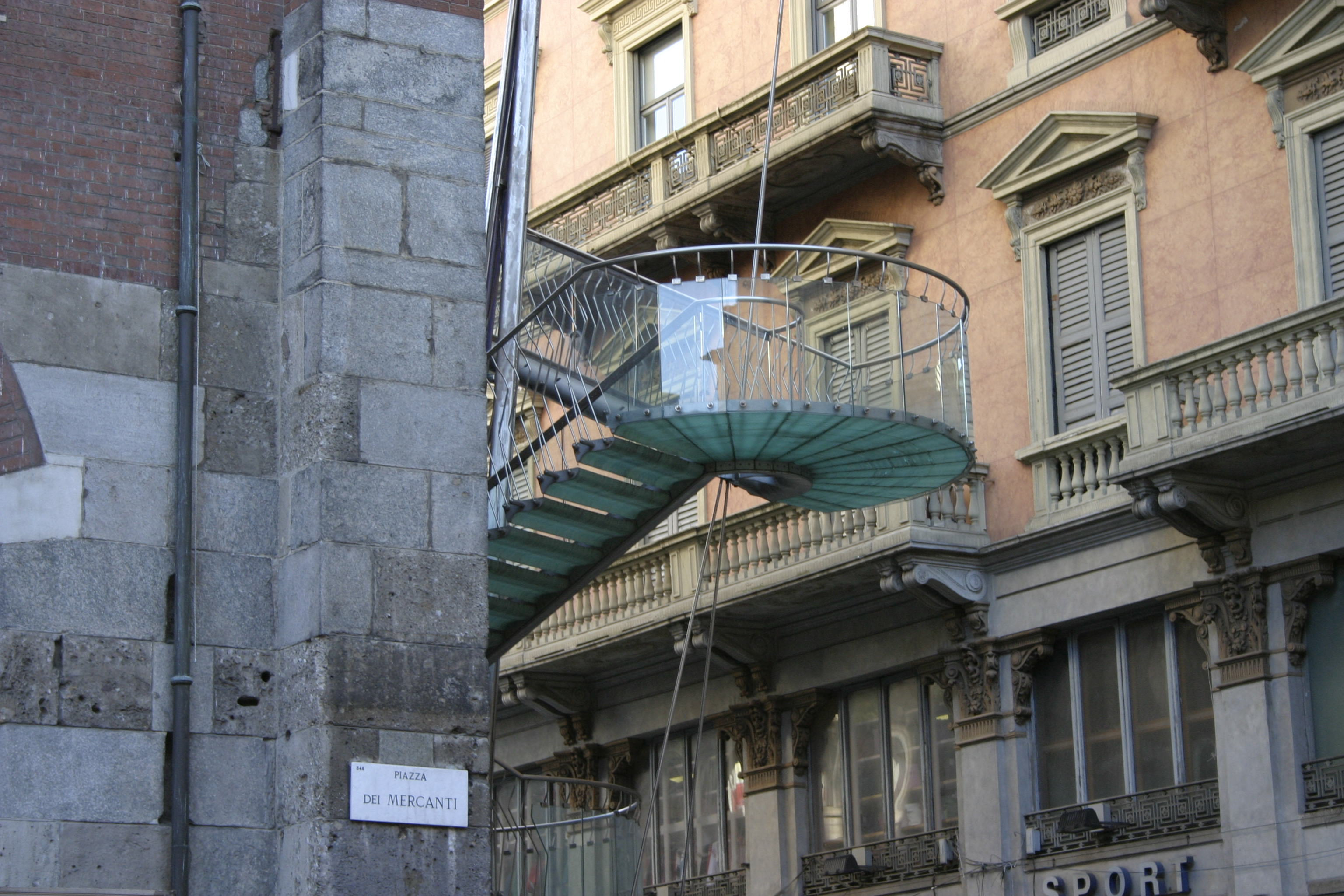
La scala del Palazzo della Ragione di Milano, inserita con il restauro realizzato da Marco Dezzi Bardeschi

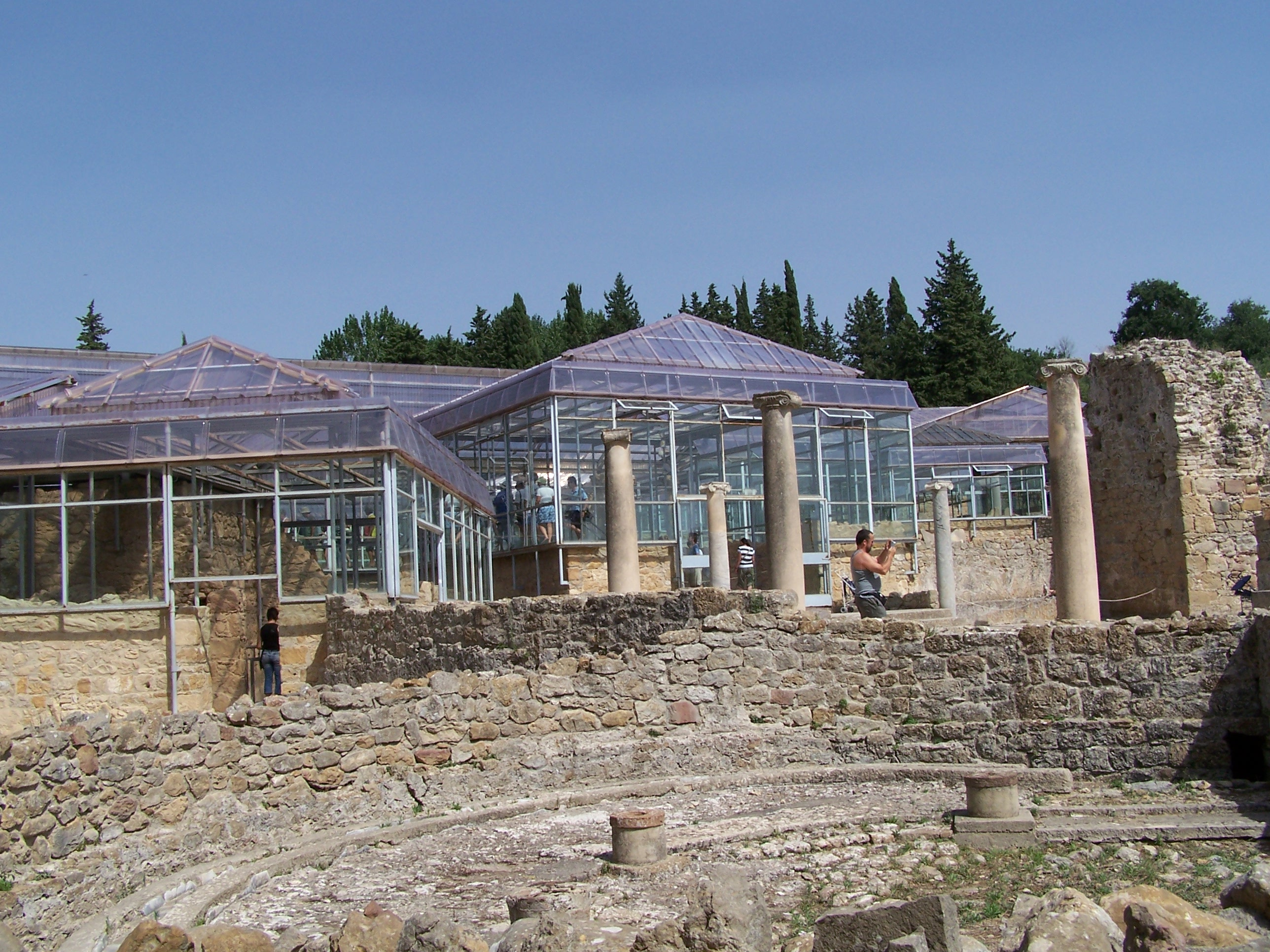
La Villa del Casale a Piazza Armerina con la copertura realizzata su progetto di Franco Minissi nel 1957 per proteggere i mosaici

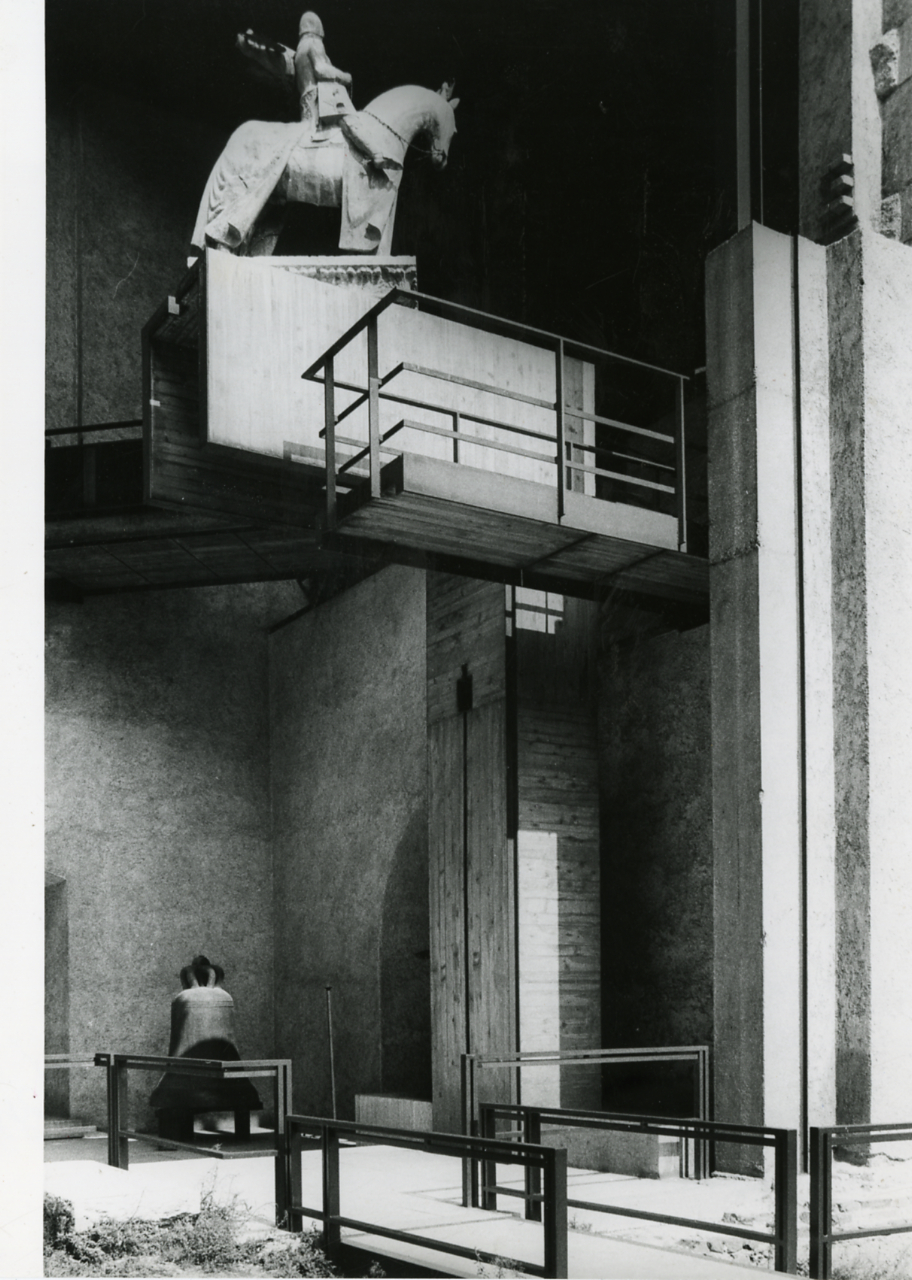
Intervento di sistemazione di Carlo Scarpa della statua di Cangrande della Scala al Museo di Castelvecchio a Verona. Foto di Paolo Monti, 1982

I materiali e le tecnologie da usare dovranno essere molto durevoli oppure dovranno essere tali da consentire interventi successivi di manutenzione ordinaria o straordinaria senza che ciò comporti alterazioni al monumento stesso. 
- Manutenibilità

Questo criterio sollecita una particolare attenzione nel prevedere l'uso di soluzioni progettuali che rendano agevole l'ordinaria e la straordinaria manutenzione dell'edificio.
- Cura delle relazioni con il  contesto fisico

Il modo in cui l'edificio si inserisce nel suo intorno è di fondamentale importanza per la sua fruizione sia formale che funzionale e per la sua corretta comprensione.
- Cura nel recupero dei significati e delle relazioni col contesto antropologico

Non meno importanti sono gli aspetti immateriali, psicologici e simbolici di cui l'edilizia storica si è caricata nel tempo.
- Riconoscimento, salvaguardia e valorizzazione dei caratteri specifici e di unicità dell'edificio storico su cui si interviene

Ogni edificio storico possiede caratteristiche specifiche che lo rendono unico e che, pertanto, ne definiscono l'identità. Sono quindi da salvaguardare attentamente.
- Varianti in corso d'opera

Possibilità di riprogettazioni in corso d'opera dovrebbe fare parte integrante del metodo da seguire negli interventi di restauro e recupero in quanto, molto spesso, solo durante la fase del cantiere, emergono importanti, nuove informazioni di cui non si può non tenere conto nella fase esecutiva (Giovanni Manieri Elia, 2010).
A Giovanni Urbani si deve, per primo, il concetto di conservazione programmata (1975).

## Riferimenti metodologici
- Conferenza Internazionale di Atene, Carta di Atene (1931)
- Consiglio Superiore Per Le Antichità e Belle Arti. Norme per il restauro dei monumenti, Carta italiana del restauro (1932)
- Carta di Venezia (1964)
- Carta Italiana del Restauro (1972)
- Raccomandazioni per gli interventi sul patrimonio monumentale a tipologia specialistica in zone sismiche (1986).

Importante il contributo dato da Cesare Brandi con il suo Teoria del restauro nel 1977.

### La carta del restauro di Atene
Il primo atto internazionale sul restauro è la carta del restauro di Atene, alla quale aderirono sia i conservatori che i restauratori. Eccone i punti principali:
- evitare restituzioni integrali dell'opera;
- favorire l'anastilosi;
- favorire l'uso di materiali e tecnologie innovative, purché dissimulati per non alterare l'immagine dell'opera d'arte;
- diffondere la cooperazione tra conservatori e ricerca scientifica;
- rispettare dell'opera del passato, senza proscrivere lo stile di alcuna epoca;
- riconoscere l'entità della città e dell'ambiente urbano;
- sviluppare la conoscenza del patrimonio, pubblicando un "inventario dei monumenti storici"
- introdurre il concetto di internazionalità del patrimonio culturale.